# TV Cidade (Rondonópolis)
TV Cidade é uma emissora de televisão brasileira sediada em Rondonópolis, cidade do estado de Mato Grosso. Opera no canal 5 (38 UHF digital), e é afiliada à Record. Pertence ao Grupo Agora de Comunicação, que também é responsável pela Jovem Pan FM Rondonópolis  Jovem Pan FM Barra do Garças e a Nativa FM  Rondonópolis 

## História
A TV Cidade foi fundada em maio de 1995 como uma afiliada ao SBT, operando no canal 12 VHF. Um dos seus primeiros programas locais foi o Cidade Agora.
Em janeiro de 2005, a emissora assumiu a frequência anteriormente ocupada pela TV Gazeta, emissora de propriedade do Grupo Gazeta de Comunicação em Rondonópolis, passando a operar no canal 5 VHF.
Em 11 de março de 2013, a emissora estreou uma nova sede com novos equipamentos, para adequar a emissora à produção de programas locais em alta definição e a operação no sinal digital.
Em 2014, a TV Cidade foi multada pelo Tribunal Regional Eleitoral em R$ 21 mil, por dar ao então candidato ao senado, Wellington Fagundes (PR), o dobro do tempo de entrevista que foi dado ao adversário Rogério Salles (PSDB).

## Sinal digital
| Canal virtual | Canal digital | Resolução de tela | Programação                                   |
| ------------- | ------------- | ----------------- | --------------------------------------------- |
| 5.1           | 38 UHF        | 1080i             | Programação principal da TV Cidade / RecordTV |

A TV Cidade foi autorizada a operar em sinal digital por meio de uma portaria do Ministério de Comunicações de 13 de abril de 2012, que concedeu para a Rádio e Televisão Massa Ltda., a concessão do canal 38 UHF digital de Rondonópolis. A emissora deu início às transmissões digitais em 11 de março de 2013, mesma data da inauguração de sua nova sede.

### Transição para o sinal digital
Com base no decreto federal de transição das emissoras de TV brasileiras do sinal analógico para o digital, a TV Cidade, bem como as outras emissoras de Rondonópolis, cessou suas transmissões pelo canal 5 VHF em 5 de dezembro de 2018, seguindo o cronograma oficial da ANATEL.

## Programas
Além de retransmitir a programação nacional da RecordTV e estadual da TV Vila Real, a TV Cidade produz ou exibe os seguintes programas:
- Cidade Agora: Jornalístico, com Thiago Bonfim;[7]
- Cidade Alerta Rondonópolis: Jornalístico, com Franthescolly Gomes;[8]
- Varejo em Foco: Entrevistas, com Robson Morais;[9]

Diversos outros programas compuseram a grade da emissora, e foram descontinuados:
- Casa e Construção
- Cidade 40 Graus
- Cidade nos Esportes
- Cidade Notícias
- Espaço Gospel
- Falando com Nossa Gente
- Programa Betinho Lima
- Tela Vip
- TV Mix

## Equipe

### Membros atuais

#### Apresentadores
- Thiago Bonfim[7]
- Franthescolly Gomes[8]

#### Repórteres
- Adelmo Alves[15]
- Andréia Oliveira[16]
- Jandir Martins[17]
- Renata Ramos[18]
- Werley Gonçalves[19]

### Membros antigos
- Izabel Torres (hoje na 105 FM)[20]
- João Gomes[21]
- Jota Lima[20]
- Kalynka Meirelles[22]
- Lucas Ferraz[23]
- Rossana Gasparini[24]
- Valdemir Costa [25]